# Авдеенко, Юрий Петрович
Ю́рий Петро́вич Авде́енко (укр. Юрій Петрович Авдєєнко; род. 24 ноября 1962, Горловка, Донецкая область) — советский и украинский футболист, нападающий, украинский арбитр.

## Карьера
Воспитанник ДЮСШ города Горловки, первым тренером был А. П. Мальцев. В 1981 году провёл 10 матчей за «Уголёк». С 1982 по 1984 год играл за «Восток», в 61 встрече забил 12 голов. В 1984 году был в составе «Кайрата», однако на поле не выходил.
С 1985 по 1986 год защищал цвета «Целинника», в 54 матчах забил 20 мячей. В 1987 году снова играл за клуб из Горловки, называвшийся теперь «Шахтёром», в 30 поединках отметился 15 голами. Затем с 1987 по 1988 год выступал за ворошиловградскую «Зарю», провёл 62 встречи и забил 16 мячей. В сезоне 1989 года выступал за «Кубань», в 30 матчах первенства забил 5 голов, и ещё 1 встречу сыграл в кубке СССР.
В 1990 году защищал цвета ставропольского «Динамо», в 24 матчах забил 7 мячей. Сезон 1991 года провёл в «Кайрате», сыграл 33 встречи и забил 10 голов. В 1992 году выступал за венгерский «Халадаш», сыграл 8 матчей в высшей лиге Венгрии. В 1993 году пополнил ряды луганской «Зари-МАЛС», за которую уже играл ранее, на этот раз провёл в её составе 15 встреч в высшей лиге Украины и 1 матч в кубке.

## После карьеры
После завершения карьеры игрока работал футбольным арбитром с 1994 по 2004 год, обслуживал матчи первенства Луганской области, второй и первой лиг Украины, получил первую национальную категорию. Затем работал инспектором ФФУ от Луганской областной федерации футбола, обслуживал матчи второй и первой лиг. Ныне продолжает работать в Луганской областной федерации, а также является одним из руководителей луганской ДЮСШ «Юность».